# Con el mazo dando
Con el mazo dando es un programa televisivo de política y opinión venezolano presentado por el vicepresidente del Partido Socialista Unido de Venezuela Diosdado Cabello, desde 2014 por los medios de comunicación estatales. Cabello, conductor del programa, ha sido criticado y señalado de incitar el odio contra varias personas a través del espacio televisivo, donde frecuentemente acusa e incrimina a opositores al gobierno de Nicolás Maduro y a personalidades extranjeras.Actualmente existe orden de captura contra Diosdado Cabello por parte de la DEA, quien ofrece una recompensa de USD $10.000.000 por narcotráfico.  

## Historia
El programa se inició el 10 de febrero de 2014, a través del canal VTV, en horario nocturno, específicamente a las 09:00 pm.[cita requerida] El 17 de febrero de 2014, durante las protestas en Venezuela, Diosdado advirtió en el programa que «ninguna marcha opositora va a entrar al municipio Libertador, ¡no van a pasar!».
En 2015, el alcalde Jorge Rodríguez denunció en una transmisión especial a los participantes de un presunto golpe de Estado, conocido como el Golpe Azul, supuestamente planificado por el general de la aviación Oswaldo Hernández, quien fue condenado en mayo de ese año, y otros nueve militares por los delitos de rebelión y contra el decoro militar.
En 2016, después de que la oposición entregara al Consejo Nacional Electoral las firmas recolectadas para convocar a un referendo revocatorio del presidente Nicolás Maduro, Cabello expresó el 4 de mayo en el programa que los directores de organismos públicos que firmaron debían irse.
En 2017, Diosdado Cabello presentó un vídeo en su programa en el que el violinista y activista Wuilly Arteaga parecía respaldar al gobierno de Nicolás Maduro. Wuilly denunció que fue obligado a grabar todos los días de manera clandestina sin poder quitarse la ropa y que las declaraciones fueron manipuladas.
En 2020, la Academia de Ciencias Físicas, Matemáticas y Naturales de Venezuela publicó un informe sobre la pandemia del COVID-19 donde alertó de que el pico del brote en el país podía llegar a los 4.000 casos diarios en junio. Cabello respondió al informe amenazando a la academia, diciendo que ello era "una invitación para que los organismos de seguridad visiten a esta gente. Es una invitación a un tun tun”. La Academia, por su parte, rechazó las amenazas.
El 8 de abril de 2021, después de que la ONG Fundaredes denunciara la presencia de guerrilleros colombianos en el país, Diosdado Cabello amenazó a en su programa semanal de televisión Con el mazo dando, diciendo «Los vamos a combatir dónde estén, se llame Fundaredes, se llame como se llame».
En el año 2024, el canal de YouTube de Con el mazo dando alcanza los cien mil suscriptores, por ello, el 7 de agosto de dicho año la plataforma le envió la placa de reconocimiento característica. En la transmisión del programa, en donde Cabello mostraba la placa al público, este advirtió de la posible eliminación del canal, afirmando que «La semana que viene tumban este canal, se los garantizo».  Dos días después el canal sería eliminado, luego de masivos reportes impulsados a través de las redes sociales, por supuestamente incumplir con las reglas de la comunidad de YouTube. 

### Golpe Azul
El 12 de febrero de 2015, el alcalde del municipio Libertador, Jorge Rodríguez, durante una transmisión especial, denunció a los participantes de un presunto atentado planeado por el general de aviación Oswaldo Hernández, quien fue condenado en mayo de 2014 junto a otros nueve militares por los delitos de rebelión y contra el decoro militar.
Desde el programa Diosdado Cabello, anunció la detención de 8 personas en Aragua por parte de funcionarios del Servicio Bolivariano de Inteligencia Nacional (SEBIN) y la incautación de diversos equipos, entre ellos una computadora con información sobre los objetivos tácticos del supuesto "grupo golpista". También mostró mapas supuestamente ubicados en los equipos de cómputo de los protagonistas de Golpe Azul, donde aparecían edificios en Caracas que estaban marcados como objetivos tácticos.
Durante el programa, el alcalde Jorge Rodríguez acusó al diputado de la Asamblea Nacional y político opositor Julio Borges de elegir los lugares señalados como objetivos tácticos. Cabello también reveló la supuesta posesión de fusiles AR-15, granadas, uniformes militares y de seguridad, así como un video de 8 minutos con una declaración de los protagonistas. Según Diosdado Cabello, el atentado supuestamente se realizaría con un avión de artillería Tucano, luego de publicar un comunicado en la prensa nacional solicitando al gobierno, entre otras cosas, la disolución de los poderes públicos, la convocatoria a elecciones y la afiliación a organismos como la Sociedad  Fondo Monetario Internacional (FMI) y posteriormente los militares emitirían un mensaje uniformado donde harían un llamado a la población a la calma. Foro Penal declaró que los sospechosos imputados eran presos políticos y que fueron condenados sin pruebas, y su director, Alfredo Romero, calificó la sentencia de arbitraria.

## Incitación del odio

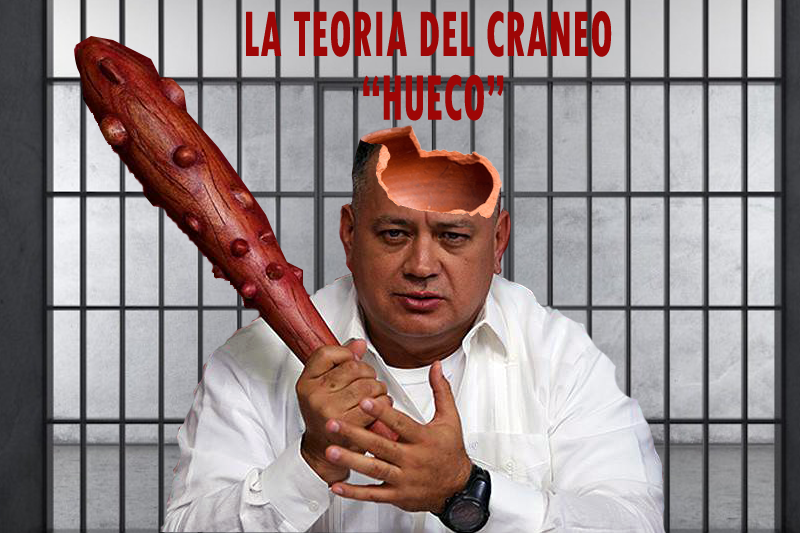
Diosdado Cabello con su mazo en una imagen satírica.

En este programa, Cabello habla sobre la visión del gobierno sobre muchos temas políticos y presenta acusaciones contra la oposición. La Comisión Interamericana de Derechos Humanos (CIDH) ha expresado su preocupación sobre cómo el programa ha intimidado a las personas que acudieron a la CIDH denunciando al gobierno. Algunos comentaristas venezolanos han comparado el uso de conversaciones privadas grabadas ilegalmente en programas como el de Cabello con las prácticas vigentes en Alemania Oriental, como se muestra en la película La vida de los otros. Amnistía Internacional ha denunciado la forma en que Cabello ha revelado detalles sobre los arreglos de viaje de 2 defensores de derechos humanos en su programa y cómo muestra rutinariamente el seguimiento estatal de personas que pueden estar en desacuerdo con el gobierno.
En 2022, Amnistía Internacional publicó un informe, junto con las ONG venezolanas Centro Defensores y Justicia (CDJ) y Foro Penal, identificando más de 300 eventos de estigmatización entre enero de 2019 y junio de 2021. El informe mostró una coordinación entre la estigmatización y la represión contra personas críticas. o incómodo para el gobierno, incluyendo a Con el Mazo Dando como una de las herramientas de estigmatización para arrestar arbitrariamente y uno de los medios donde más se repiten los mensajes de odio contra los venezolanos antes de que se produzcan sus detenciones, junto con los portales digitales oficialistas 'Misión Verdad' y 'Lechuguinos'.

### Ley contra el Odio
Diosdado Cabello ha sido acusado por parte de la sociedad venezolana de incitar el odio contra opositores a través del programa. Frecuentemente se lo ha visto acusando e incriminando a activistas venezolanos de la oposición y a los ciudadanos, así como a personalidades internacionales, en contra del gobierno de Nicolás Maduro. Desde que la polémica "Ley contra el Odio" fue sancionada por la Asamblea Nacional Constituyente de 2017, varios sectores de la sociedad venezolana cuestionaron si dicha ley sería aplicada a Cabello por incitar al odio en su programa; sin embargo, hasta la fecha los procesados han sido sólo opositores.